# サプリメント (アルバム)
『サプリメント』は、野中藍の4作目のオリジナルアルバム。2009年4月22日にスターチャイルド（キングレコード）から発売された。

## 概要
- アルバムリリースは前作『ナミダノキセキ』から約1年1か月ぶり。収録曲の構成は、シングル『だってあなたはあなただから』から表題曲とカップリング曲の計3曲。また、公式サイトで先行披露された「Sweet Sunny Day」を含む新曲8曲を加えた全11曲が収録されている。
- 初回限定盤（KICS-91462）と通常盤（KICS-1462）の2パターンリリース。初回限定盤は、リード曲「Sweet Sunny Day」のミュージッククリップを収録したDVD付属およびブックレットが封入されたスリーブケース仕様。通常盤はブックレット封入（内容は初回盤と同じ）の通常クリアケース仕様となっている。なお、ジャケットデザインが初回限定盤と通常盤で異なる。

## 収録内容
1. VOICE [3:37]
作詞：sachet、作曲：角田隼、編曲：知野芳彦
2. キラキラ [4:02]
作詞：仲村達史、作曲：宇佐美宏、編曲：hiroto suzuki
3. もっと [3:35]
作詞：渡邊亜希子、作曲：中山豪次郎、編曲：KG Tanabe
4. Hop Step Love [3:45]
作詞：岩佐麻紀、作曲・編曲：河合英嗣
5. Sweet Sunny Day [4:12]
作詞：FLAT5th Rico、作曲・編曲：横山マサル
6. つないで、つないで [4:46]
作詞：渡邊亜希子、作曲・編曲：橋本由香利
  - 7作目のシングル『だってあなたはあなただから』（あか盤）カップリング曲
7. チェリッシュ [4:30]
作詞：FLAT5th Rico、作曲・編曲：橋本由香利
8. ぼくの気持ち [3:38]
作詞：sachet、作曲：上田起士、編曲：山本英武
9. このまま、このまま [4:10]
作詞：岩佐麻紀、作曲：渡辺拓也、編曲：hiroto suzuki
  - 7作目のシングル『だってあなたはあなただから』（あお盤）カップリング曲
10. Melody [4:44]
作詞：Satomi、作曲：U-ske、編曲：板垣祐介
11. だってあなたはあなただから [4:05]
  - 作詞：岩佐麻紀、作曲：渡辺拓也、編曲：hiroto suzuki
  - 7作目のシングル『だってあなたはあなただから』表題曲
12. おやすみ [1:59] （BONUS TRACK）
作詞：野中藍、作曲：菊谷知樹

DVD
「Sweet Sunny Day」 -PV CLIP-

## 参加ミュージシャン
| VOICE - Guitar：知野芳彦 - Chorus：ハルナ - Bass：宮野和也 - Drums：小林秀樹 キラキラ - Guitar：養父貴 - Bass：田辺トシノ - All Other Instruments：hiroto suzuki もっと - Guitar：大澤拓也 - Keyboard & All Other Instruments：KG Tanabe Hop Step Love - Guitar & All Other Instruments：河合英嗣 - Bass：野田耕平 - Trumpet：佐々木史郎 - Trombone：河合わかば - Saxophone：竹野昌邦 Sweet Sunny Day - Guitar：高山一也 - Bass：川崎哲平 - Drums：小笠原拓海 - Piano：鈴木正将 - Saxophone：矢口博康 - Strings：矢野小百合ストリングス | つないで、つないで - Programming：橋本由香利 - Guitar：八橋義幸 - Bass：渡辺等 - Drums：宮田繁男 チェリッシュ - Programming：橋本由香利 - Guitar：西川進 - Bass：沖山優司 - Drums：宮田繁男 ぼくの気持ち - Guitar & All Other Instruments：山本英武 このまま、このまま - Guitar：養父貴 - Bass：田辺トシノ - All Other Instruments：hiroto suzuki Melody - Guitar & All Other Instruments：板垣祐介 だってあなたはあなただから - Guitar：橘井健一 - Bass：田辺トシノ - All Other Instruments：hiroto suzuki |